# Maria z Meklemburgii-Schwerinu
Maria Aleksandra Elżbieta Eleonora (ur. 14 maja 1854 w Ludwigslust, zm. 6 września 1920 w Contrexéville) – księżniczka Meklemburgii-Schwerinu, wielka księżna Rosji.
Księżniczka Maria Aleksandra, znana również jako Miechen (wym. Michen) lub Maria Pawłowna Starsza, urodziła się jako córka wielkiego księcia Fryderyka Franciszka II z Meklemburgii-Schwerin i jego pierwszej żony Augusty Reuss-Schleiz-Köstritz.
28 sierpnia 1874 roku wyszła za mąż za trzeciego syna cara Aleksandra II, wielkiego księcia Włodzimierza Aleksandrowicza Romanowa (22 kwietnia 1847 – 17 lutego 1909). Kiedy spotkała Włodzimierza, była już zaręczona, zerwała więc z niedoszłym małżonkiem. Było to trzy lata wcześniej, zanim pozwolono im wziąć ślub. Miechen, która była luteranką, odmówiła przejścia na prawosławie. Car Aleksander II zgodził się w końcu na ślub z jego synem bez konwersji. Maria pozostała luteranką przez większą część małżeństwa, później zmieniła zdanie, aby dać synowi Cyrylowi większą szansę dojścia do tronu.

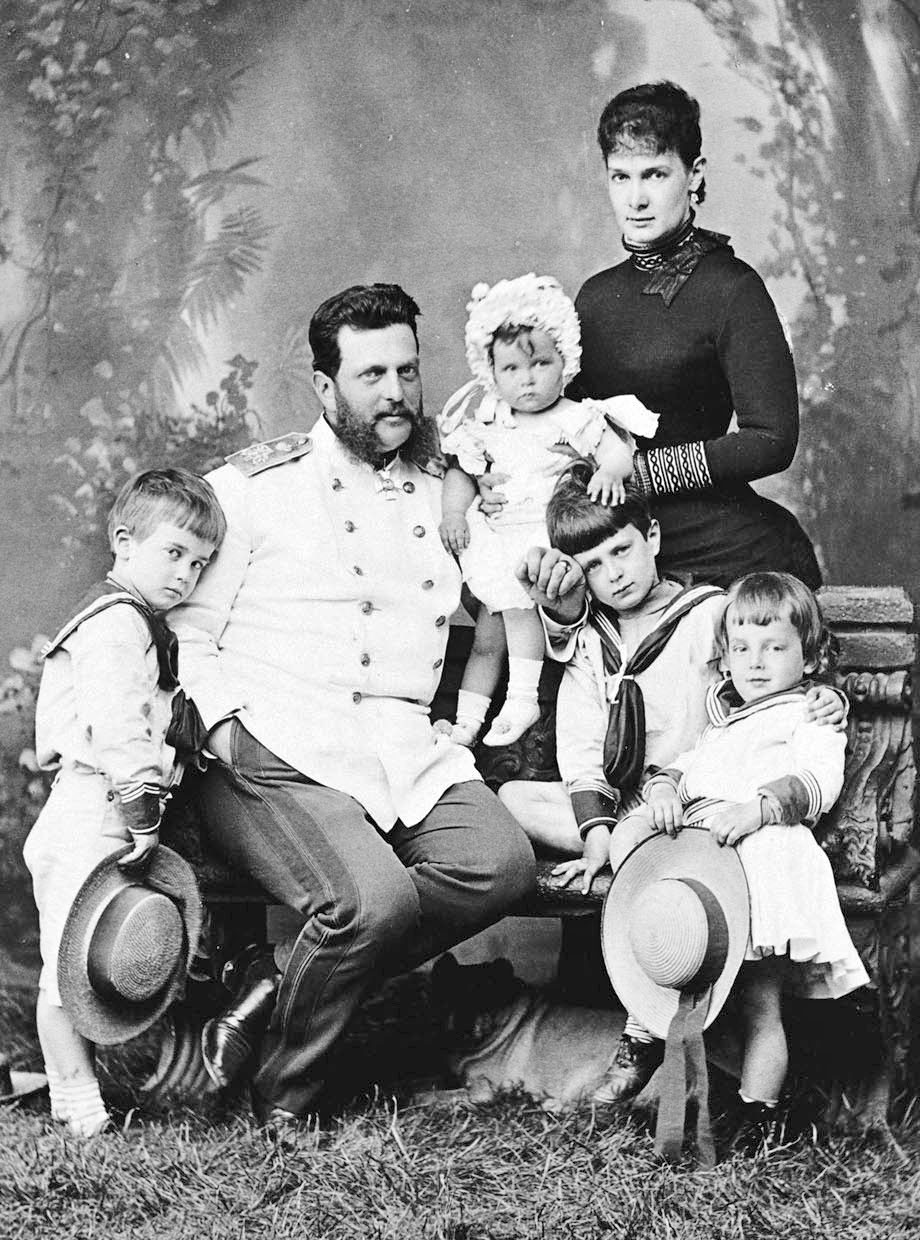
Maria wraz z mężem i dziećmi.

Włodzimierz i Maria mieli pięcioro dzieci:
- Aleksandra (zmarł w dzieciństwie)
- Cyryla (1876–1938)
- Borysa (1877–1943)
- Andrzeja (1879–1956)
- Elenę (1882–1957)

Maria była najważniejszą z wielkich księżnych, i w późniejszym okresie, za panowania Mikołaja II, stworzyła dwór alternatywny do dworu carskiego. Miała bardzo złe stosunki z Marią Fiodorowną, a później także z jej synową Aleksandrą Fiodorowną, po tym, jak ta nie przeszła na stronę wielkiej księżnej przeciwko duńskiej carycy. Wielka księżna Maria bardzo przyczyniła się do pogorszenia opinii publicznej o Aleksandrze, rozpuszczając różnego rodzaju plotki o ostatniej cesarzowej Rosji. Przypuszcza się, że wraz z synami planowała zamach na cara zimą 1916–1917, który wymusiłby na nim abdykację na rzecz syna, z wielkim księciem Mikołajem Mikołajewiczem jako regentem. W poszukiwaniu poparcia dla tych planów zwierzyła się Michałowi Rodzianko, który stał na czele Dumy, że jej zdaniem carowa Aleksandra musi zostać „zniszczona”.
Maria była bardzo władczą kobietą, marzyła, aby zostać carycą Rosji. Uważała, że Aleksandra Heska nie jest godna bycia carową, według niej była za „prosta”. Oburzała się tym, kiedy carowa osobiście zajęła się rannymi żołnierzami, sama też wspierała rodaków na wojnie, ale nie została pielęgniarką, tak jak Aleksandra, co tak krytycznie przyjęła wielka księżna. Jeszcze przed wybuchem wojny gościła u siebie znaną rosyjską pisarkę. Miała pretensje do kobiety o to, że w swych powieściach opisuje życie chłopów, a nie, jak to określiła Maria, „prawdziwych ludzi”.
Wielka księżna widziała różnicę między ostatnimi Romanowami, którzy uciekli przed rewolucją rosyjską i pierwszymi, którzy zmarli na wygnaniu. Maria pozostała ze swoimi dwoma najmłodszymi synami na Kaukazie przez 1917 rok i 1918, ciągle mając nadzieję, że jej syn Cyryl Władimirowicz zostanie carem. Gdy bolszewicy zbliżali się, w końcu zdecydowali się na ucieczkę łodzią rybacką do Anapy w 1918 roku. Miechen pozostała czternaście miesięcy w Anapie, odmawiając dołączenia do jej syna Cyryla w Rosji. Odmówiła, kiedy nadarzyła się okazja ucieczki przez Konstantynopol, ponieważ nie wycierpiałaby zniewagi, jaką było dla niej odwszawianie. Maria zgodziła się na wyjazd, gdy generał Białej Armii oświadczył jej, że wojna domowa jest już przez nich przegrana. Miechen, jej syn Andrzej, kochanka Andrzeja Matylda Krzesińska, oraz ich syn Włodzimierz, wsiedli na włoski statek, zmierzający do Wenecji 13 lutego 1920. Wielka księżna Olga Aleksandrowna spotkała Marię w porcie na początku 1920. Czułam się z niej dumna, relacjonowała Olga, Lekceważąc niebezpieczeństwo i trudy, uparcie trzymała się minionego splendoru i sławy. I w jakiś sposób zdobyła to... Pierwszy raz w moim życiu chciałam ją pocałować. Towarzyszyła jej w czasie drogi z Wenecji do Szwajcarii i w końcu do Francji, gdzie zdrowie Marii zawiodło i tam zmarła otoczona przez rodzinę. Jej najbliżsi przemycili wspaniałą biżuterię Marii, która w części została nabyta przez brytyjską rodzinę królewską. 